# John Graham (musicista)
John Graham, noto anche con lo pseudonimo di Quivver o Space Manoeuvres (New Arley, ...), è un disc jockey, cantante, tastierista e produttore discografico britannico.

## Biografia
John Graham ha iniziato la sua produzione musicale nei primi anni '90. Inizialmente ha prodotto e pubblicato diversi brani con il nome di Globe prima di rilasciare diversi singoli sotto il nome di Skanna. Con Neil Barry, e con lo pseudonimo di Quivver, ha pubblicato Saxy Lady e Twist & Shout su A & M Records Lt. UK. Sempre sotto il nome di Quivver ha pubblicato Believe in Me su Perfecto Records. Successivamente, è entrato a far parte del gruppo musicale statunitense dei Tilt, che ha prodotto la hit 20 Invisible.
Nel 1999, Graham lasciò i Tilt per perseguire una carriera da solista. Come Space Maneuvers con Lea Kenny, ha pubblicato il popolare Stage One su Hooj Choons. Graham ha adottato il suo soprannome Quivver, sia per produrre One Last Time e the She Does su VC Recordings, una sottoetichetta della Virgin Records. Nel 2001, è diventato DJ resident in Twilo e ha pubblicato Transport 5, la quinta voce della serie Tranceport su Kinetic Records. L'anno successivo ha prodotto il seguito di Stage One con Pluto Disko sotto il nome di Space Maneuvers. Nel 2003 ha anche fondato la sua etichetta discografica, la Boz Boz Recordings, come parte della casa discografica Trust the DJ Records. Nel 2004, Boz Boz ha pubblicato il suo singolo, Space Maneuvers Part 3. L'anno successivo, Graham pubblicò il suo primo album Oid on Lost Language.
Nel 2005 prende parte, come cantante alla creazione dell'album The Illogical Consequence con il gruppo musicale italiano Planet Funk, suonando, in alcuni brani, anche tastiera e chitarra.
Nel 2006, Graham è apparso, sempre come cantante, nel terzo album del gruppo progressive house britannico, Hybrid, I Choose Noise, partecipando anche ad un tour con il gruppo come cantante semipermanente, insieme a Charlotte James.
Nel 2008, l'album di Graham, Dirty Nails & Vapor Trails è stato pubblicato su Critical Rhythms.

## Discografia
Album in studio
- 1994 - Sexy Lady (come Quivver) - Signora Sexy
- 1994 - Twist + Shout (come Quivver) - Twist and Shout
- 1995 - Believe in Me (come Quivver) - Credi in Me
- 1999 - Everything's Not You (come Stoneproof) - Quello che non sei tu
- 1999 - Stage One (come Space Manoeuvres) - Fase Uno
- 2003 - Loveless (come Quivver) - Senza amore
- 2005 - Factoid (come Space Manoeuvres) - Factoide
- 2005 - Oid (come Space Manoeuvres) - Oid
- 2008 - Dirty Nails & Vapour Trails (come Quivver) - Unghie sporche & Tracce di Vapore
- 2015 - The Fever (come Quivver - con Matt Lange) - La Febbre

EP
- 1993 - Heaven (come Skanna) - Paradiso